# سودبرگ

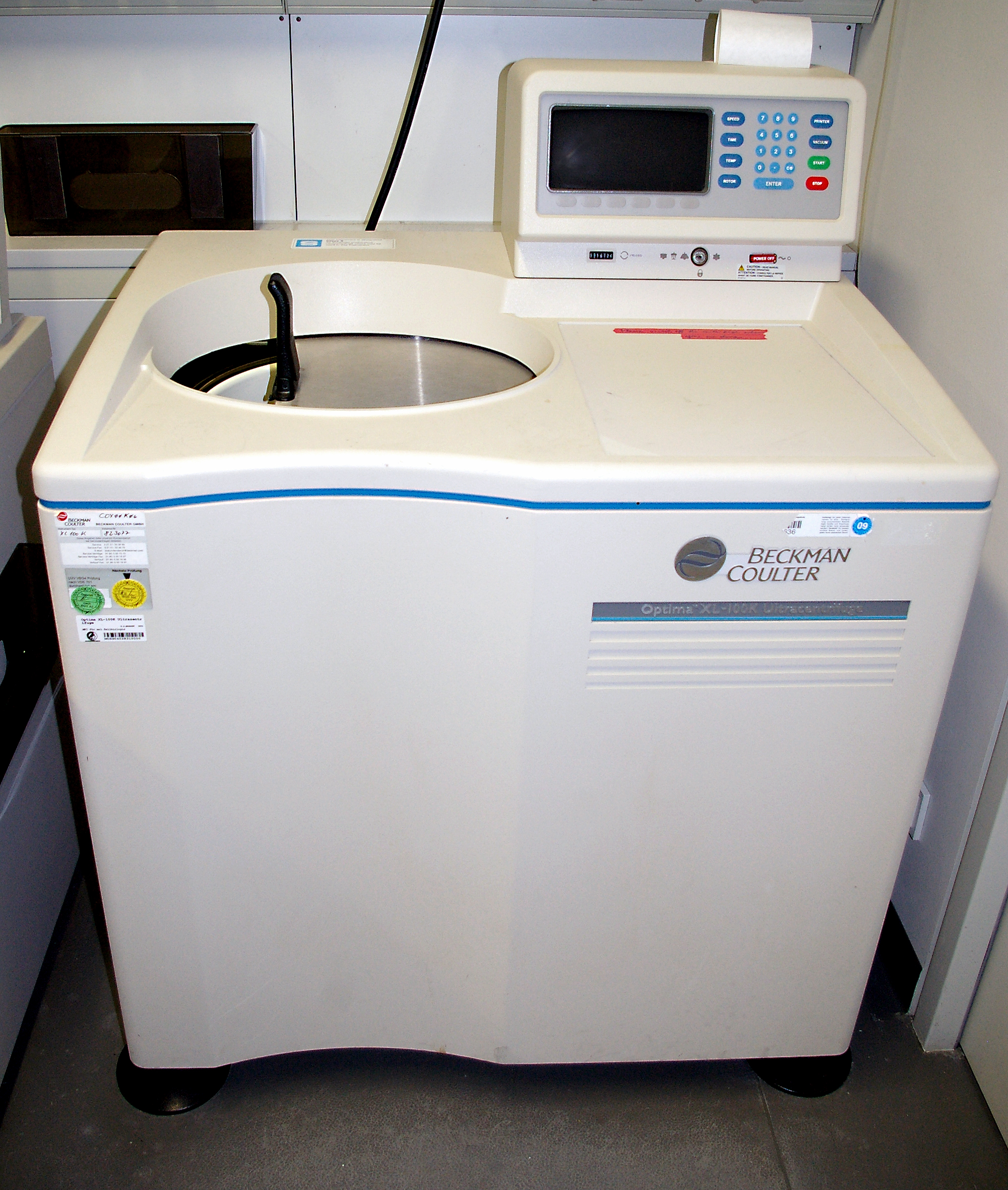
یک اولتراسانتریفیوژ آزمایشگاهی.

یکای سوِدبرگ (به انگلیسی: Svedberg) (با نماد S، و برخی مواقع Sv)، یکای غیر-SI یی است که برای ضریب ته‌نشینی به کار می رود. یکای سودبرگ، سنجه‌ای را جهت اندازه‌گیری اندازه ذره، براساس نرخ ته‌نشینی‌اش تحت شتاب ارائه می کند (یعنی سرعت ته‌نشینی یک ذره دلخواه با اندازه و شکل مشخص را در یک محلول ارائه می کند). سودبرگ سنجه‌ای از زمان است که دقیقاً 13-‏10 ثانیه (fs‏100) تعریف شده است.
برای ماکرومولکول‌ها و اندامک‌های سلولی همچون ریبوزوم‌ها، نرخ ته‌نشینی اغلب به صورت نرخ سفر در یک لوله ‌سانتریفیوژ تحت تأثیر نیروی گرانش اندازه گیری می شود.
سودبرگ (S) از یکای SI سیورت یا یکای غیر-SI سوردروپ که آن‌ها نیز از نماد Sv استفاده می‌کند، متمایز است.